# Episodi di Body Farm - Corpi da reato
La prima e unica stagione della serie televisiva Body Farm - Corpi da reato, composta da 6 episodi, è stata trasmessa in prima visione nel Regno Unito da BBC One dal 13 settembre al 18 ottobre 2011.
In Italia la stagione è stata trasmessa dal canale satellitare Fox Crime dal 9 aprile al 21 maggio 2012; la prima visione in lingua italiana differisce da quella originale, poiché Fox Crime ha scelto di dividere l'episodio pilota, della durata di 80 minuti e comprensivo di un prologo, in due parti.
| nº | Titolo originale                | Titolo italiano       | Prima TV Regno Unito | Prima TV Italia |
| -- | ------------------------------- | --------------------- | -------------------- | --------------- |
| 1  | No Peace for the Wicked         | Il primo incarico     | 13 settembre 2011    | 9 aprile 2012   |
| 1  | No Peace for the Wicked         | Dolore e vendetta     | 13 settembre 2011    | 16 aprile 2012  |
| 2  | Wealth Pays the Rent            | Una degna sepoltura   | 20 settembre 2011    | 23 aprile 2012  |
| 3  | If You Go Down to the Sea Today | Il mistero dell'acqua | 27 settembre 2011    | 30 aprile 2012  |
| 4  | Sexual Intentions               | La sorella            | 4 ottobre 2011       | 7 maggio 2012   |
| 5  | You've Got Visitors             | Ritorno dall'esilio   | 11 ottobre 2011      | 14 maggio 2012  |
| 6  | Scientific Justice              | Il rapimento          | 18 ottobre 2011      | 21 maggio 2012  |

## Il primo incarico/Dolore e vendetta
- Titolo originale: No Peace for the Wicked
- Diretto da: Diarmuid Lawrence
- Scritto da: Declan Croghan

### Trama
La patologa forense Eve Lockhart e i suoi tre assistenti Rosie, Mike e Oggy sono forensi presso la fattoria del corpo. Vengono chiamati dall'ispettore Hale per esaminare i resti di due giovani vengono trovati in un palazzone abbandonato.
- Altri interpreti: Dean Andrews (Alan), Dominique Jackson (Natasha), Luke Tittensor (Nathan)
- Quest'episodio è stato diviso in due parti nella prima visione in lingua italiana.

## Una degna sepoltura
- Titolo originale: Wealth Pays the Rent
- Diretto da: Diarmuid Lawrence
- Scritto da: Simon Tyrell

### Trama
Eve, Hart e gli altri indagano sul ritrovamento di una mano trovata in un terreno di un ex magnate, e credono che sia di un adolescente scomparso.
- Altri interpreti: Michael Byrne (Harold Penton), Nico Mirallegro (Sam Villiers), Gary Lewis (Jimmy West)

## Il mistero dell'acqua
- Titolo originale: If You Go Down to the Sea Today
- Diretto da: David Drury
- Scritto da: Declan Croghan

### Trama
Eve e gli altri indagano sul ritrovamento del cadavere di un pescatore e Eve deduce che sia stato ucciso.
- Altri interpreti: Brendan Mackey (Connor Ryan), David Harewood (Tom Wilkes), Zara Turner (Patsy Faye)

## La sorella
- Titolo originale: Sexual Intentions
- Diretto da: David Drury
- Scritto da: Graham Mitchell

### Trama
La squadra viene chiamata nel carcere femminile di Langdon Vale per indagare sulla morte di una detenuta.
- Altri interpreti: Sarah Patel (Beth Fox), Vicky McClure (Tess Williams), Melanie Hill (Nicole)

## Ritorno dall'esilio
- Titolo originale: You've Got Visitors
- Diretto da: Philippa Langdale
- Scritto da: Simon Tyrell

### Trama
Eve e gli altri indagano sull'orribile morte di un avvocato per i diritti umani e Eve trova sul cadavere il DNA di un suo ex cliente.
- Altri interpreti: Tim McInnerny (Richard Warner), Misimisi Affolderbach-Dlamini (Joseph Marcell), Pooky Quesnel (Sarah Haines), Jonas Armstrong (Rob)

## Il rapimento
- Titolo originale: Scientific Justice
- Diretto da: Diarmuid Lawrence
- Scritto da: Declan Croghan

### Trama
Eve e gli altri indagano sull'omicidio di una guardia giurata forse per una rapina finita male, ma per Eve non è così.
- Altri interpreti: Ryan Pope (Ray Quinn), Jamie Draven (Mick), Wayne Foskett (Martin Flannery), Grace Cohen (Amanda)